# フレイザー・ホーンビー
フレイザー・ホーンビー（Fraser Hornby, 1999年9月13日 - ）は、イギリス・ノーサンプトン出身のサッカー選手。SVダルムシュタット98所属。ポジションはFW。

## 経歴
2014年にノーサンプトン・タウンFCからエヴァートンFCに6万5500ポンドで加入した。しかし、リーグ戦での出場機会はなく、2019年8月にKVコルトレイクに期限付き移籍した。
2020年7月1日、リーグ・アンのスタッド・ランスに加入した。2021年2月1日にアバディーンFCに期限付き移籍した。
2022年7月28日、KVオーステンデへ買取オプション付きのレンタル移籍。
2023年7月、SVダルムシュタット98に移籍した。

## 人物
兄のルイス・ホーンビーもサッカー選手。